# Tableau des médailles des Jeux olympiques d'été de 1936

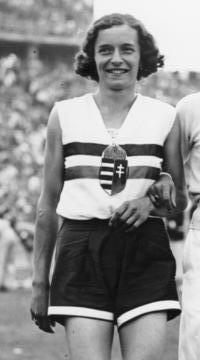
La hongroise Ibolya Csák, médaille d'or de saut en hauteur.

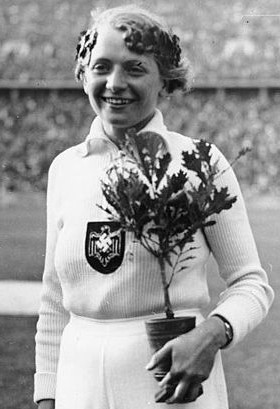
L'allemande Tilly Fleischer, médaille d'or du lancer de javelot.

Cet article présente le classement des médaillés des Jeux olympiques d'été de 1936. Le CIO ne publie pas explicitement ce classement pour chaque Jeux. Ce tableau est trié par défaut selon le nombre de médailles d'or, puis, en cas d'égalité, selon le nombre de médailles d'argent, et enfin selon le nombre de médailles de bronze. En cas d'égalité parfaite, la convention est de lister les pays par ordre alphabétique.

- Pays organisateur (Berlin, Allemagne)

| Rang  | Nation           | Or  | Argent | Bronze | Total |
| ----- | ---------------- | --- | ------ | ------ | ----- |
| 1     | Allemagne        | 38  | 31     | 32     | 101   |
| 2     | États-Unis       | 24  | 21     | 12     | 57    |
| 3     | Hongrie          | 10  | 1      | 5      | 16    |
| 4     | Italie           | 9   | 13     | 5      | 27    |
| 5     | Finlande         | 8   | 6      | 6      | 20    |
| 6     | France           | 7   | 6      | 6      | 19    |
| 7     | Suède            | 6   | 5      | 10     | 21    |
| 8     | Japon            | 6   | 4      | 10     | 20    |
| 9     | Pays-Bas         | 6   | 4      | 7      | 17    |
| 10    | Autriche         | 5   | 7      | 5      | 17    |
| 11    | Suisse           | 4   | 9      | 5      | 18    |
| 12    | Grande-Bretagne  | 4   | 7      | 3      | 14    |
| 13    | Tchécoslovaquie  | 3   | 5      | 1      | 9     |
| 14    | Argentine        | 2   | 2      | 3      | 7     |
| 14    | Estonie          | 2   | 2      | 3      | 7     |
| 16    | Égypte           | 2   | 1      | 2      | 5     |
| 17    | Canada           | 1   | 3      | 5      | 9     |
| 18    | Norvège          | 1   | 3      | 2      | 6     |
| 19    | Turquie          | 1   | 0      | 1      | 2     |
| 20    | Inde             | 1   | 0      | 0      | 1     |
| 20    | Nouvelle-Zélande | 1   | 0      | 0      | 1     |
| 22    | Pologne          | 0   | 4      | 5      | 9     |
| 23    | Danemark         | 0   | 2      | 3      | 5     |
| 24    | Lettonie         | 0   | 1      | 1      | 2     |
| 25    | Afrique du Sud   | 0   | 1      | 0      | 1     |
| 25    | Roumanie         | 0   | 1      | 0      | 1     |
| 25    | Yougoslavie      | 0   | 1      | 0      | 1     |
| 28    | Mexique          | 0   | 0      | 3      | 3     |
| 29    | Belgique         | 0   | 0      | 3      | 3     |
| 30    | Australie        | 0   | 0      | 1      | 1     |
| 30    | Philippines      | 0   | 0      | 1      | 1     |
| 30    | Portugal         | 0   | 0      | 1      | 1     |
| Total | Total            | 141 | 140    | 141    | 422   |

Source : Site officiel du CIO